# NGC 5866星系群

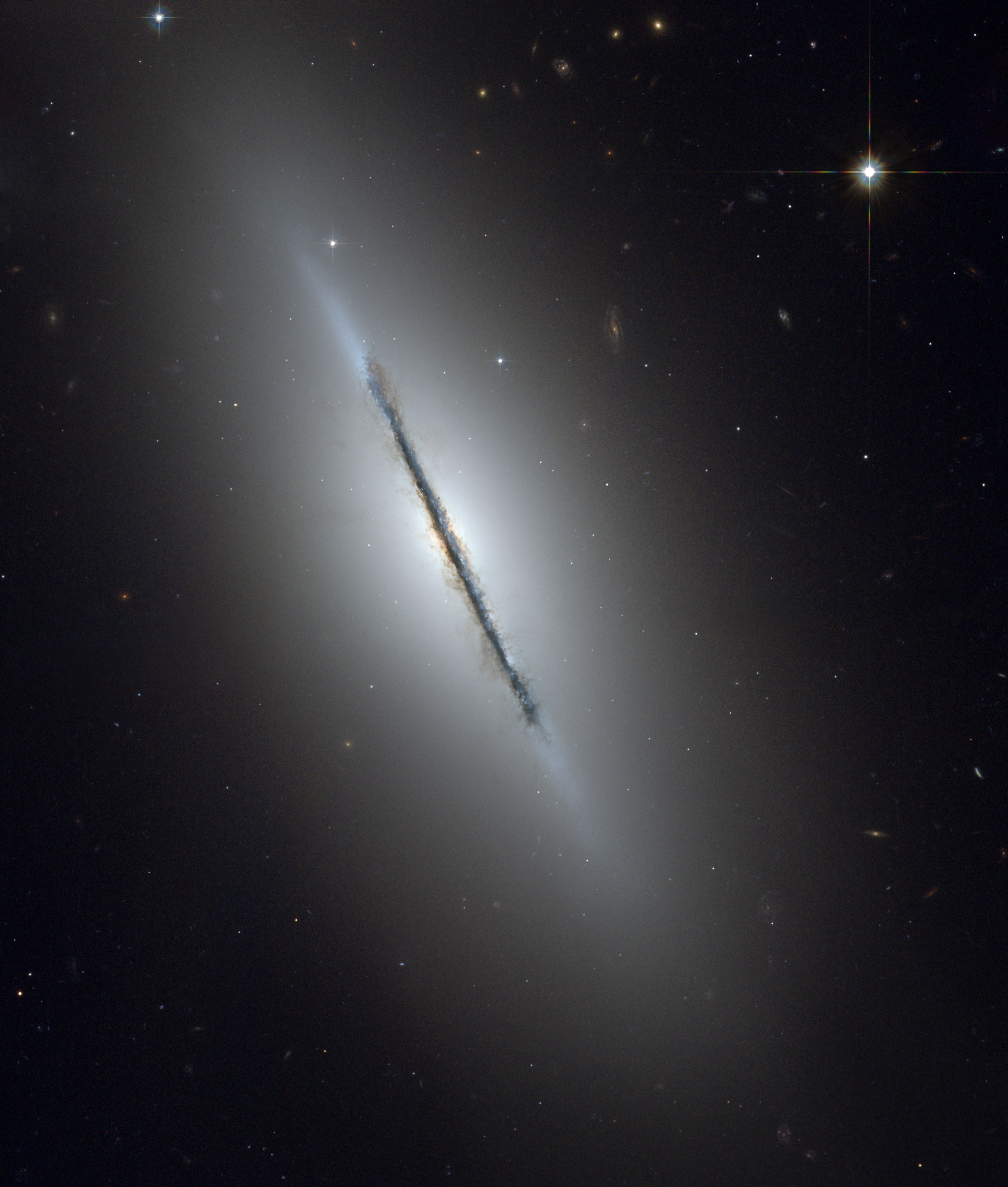
NGC 5866是NGC 5866星系群中最明亮的星系。創建者：NASA/ESA。

NGC 5866星系群是位於天龍座的一個小星系群，這個星系團是以集團中視星等最明亮的星系NGC 5866命名的，但是有些星系群的目錄中將NGC 5907列為最亮的星系。

## 成員
下表是在鄰近的星系目錄中一向被確認的小組成員，獅子座星系團（LGG）目錄，和表中所列的三個星系群是Giuricin等人建立的鄰近光學星系樣品。
| 名稱     | 類型     | R.A. (J2000)  | Dec. (J2000) | 紅移 (km/s) | 視星等 |
| -------- | -------- | ------------- | ------------ | ----------- | ------ |
| NGC 5866 | S0       | 15h 06m 29.5s | +55° 45′ 48″ | 672 ± 9     | 10.7   |
| NGC 5879 | SA(rs)bc | 15h 09m 46.8s | +57° 00′ 01″ | 772 ± 5     | 12.4   |
| NGC 5907 | SA(s)c   | 15h 15m 53.8s | +56° 19′ 44″ | 667 ± 3     | 11.1   |

其它可能的成員（只從上述參考的目錄中列出一兩個名單）包括NGC 5866B、NGC 5963、UGC 9776、和UGC 9816.

## 鄰近的星系團
NGC 5866星系群位於M101星系群（這個集團包含風車星系和它的伴星系）與M51星系群（這個集團包含車輪星系、向日葵星系和其他幾個星系）的西北方。這三個星系群的距離（對集團中的星系進行獨立的測量）是相似的，建議M51星系群、M101星系群、和NGC 5866星系群確實都是更大星系團鬆散和延伸結構的一部份但是，多數認定星系群的方法（包括前述所參考和援引的資料）都認為這三個星系群是完全分開的集團。

## 外部連結
- WikiSky上关于NGC 5866星系群的内容：DSS2, SDSS, GALEX, IRAS, 氢α, X射线, 天文照片, 天图, 文章和图片